# إتسوكو اينو
إتسوكو اينو (باليابانية: 井上悦子؛ بالكانا: いのうえ えつこ) هي لاعب كرة مضرب يابانية، ولدت في 18 أكتوبر 1964 في طوكيو في اليابان.

## وصلات خارجية
- إتسوكو اينو على موقع رابطة محترفات التنس (الإنجليزية)
- إتسوكو اينو على موقع الاتحاد الدولي لكرة المضرب (الإنجليزية)
- إتسوكو اينو على موقع كأس بيلي جين كينغ (الإنجليزية)
- إتسوكو اينو على موقع خلاصة التنس.كوم (الإنجليزية)
- إتسوكو اينو على موقع أوليمبيديا (الإنجليزية)